# Согахата Хітосі
Согахата Хітосі (яп. 曽ヶ端 準, нар. 2 серпня 1979, Ібаракі) — японський футболіст, воротар.

## Клубна кар'єра
Розпочав футбольну кар'єру в клубі «Касіма Антлерс» у 1998 році, де і продовжує виступи дотепер. За час виступів провів за клуб у національному чемпіонаті 283 матчі.

## Виступи за збірну
2001 року дебютував в офіційних матчах у складі національної збірної Японії. За час кар'єри у збірній, що тривала усього три роки, провів у формі головної команди країни 4 матчі. У складі збірної був учасником чемпіонату світу з футболу 2002 року та Олімпійських ігор 2004 року.

## Статистика виступів
| Збірна Японії | Збірна Японії | Збірна Японії |
| Роки          | Ігри          | голи          |
| ------------- | ------------- | ------------- |
| 2001          | 1             | 0             |
| 2002          | 1             | 0             |
| 2003          | 2             | 0             |
| Усього        | 4             | 0             |

## Титули і досягнення
- Клубні:
  - Чемпіон Японії: 2000, 2001, 2007, 2008, 2009, 2016
  - Володар Кубка Імператора: 2000, 2007, 2010, 2016
  - Володар Кубка Джей-ліги: 2000, 2002, 2011, 2012, 2015
  - Володар Суперкубка Японії: 1999, 2009, 2010, 2017
  - Переможець Ліги чемпіонів АФК: 2018
  - Володар Кубка банку Суруга: 2012, 2013
- Збірні:
  - Переможець Юнацького (U-16) кубка Азії: 1994
- Особисті:
  - у символічній збірній Джей-ліги: 2002